# Gergelyfalva
Gergelyfalva (szlovákul: Gregorova Vieska) község Szlovákiában, a Besztercebányai kerületben, a Losonci járásban.

## Fekvése
Losonctól 10 km-re, északnyugatra fekszik.

## Története
A település a 14. század elején keletkezett, 1393-ban "Gergurgalua" alakban említik először. 1467-ben "Gergerfalva" néven szerepel. A divényi váruradalom része volt. 1828-ban 45 házában 263 lakos élt, akik mezőgazdasággal, faárukészítéssel foglalkoztak.
Vályi András szerint "GERGELYFALVA. Viszka, Gregova. Tót falu Nógrád Vármegyében, birtokosai külömbféle Urak, lakosai katolikusok, fekszik Gátsfalvához közel, ’s ennek filiája, Tugár vize mellett, határja hegyes, követses, a’ Gátsi Fabrikához közel lévén, jó módgya van a’ keresetre, agyagja tserép edény készítésre jó, ’s leg inkább ez által élősködnek, vagyonnyait is illendő áron el adhattyák, második Osztálybéli."
Fényes Elek szerint "Gergelyfalva, tót falu, Nógrád vmegyében, határa északi oldalán fekvő nagy hegyei közül jövő keskeny völgyben, ott hol az a falu alatt széles térséggé válik, dombos és árkos helyen, ut. p. Gácstól egy kis óra. Lakja 260 ágostai, 16 kath., 4 zsidó. Az ágostaiak a Tamási, katholikusok Gácsi anyaegyházhoz tartoznak. Határa 1092 hold, mellyből beltelek 36, szántó 366, rét 45, legelő 171, cseplés erdő 474. Egész urb. telek 12. Földje agyagos, kavicsos, néhol vadvizes, legjobban termi a buzát, burgonyát, zabot és vörös lóherét. Lakosai tavasszal sok juhot vesznek, s télire eladják, gyapjából a nők durva posztót készitenek. Sok fazekas. Van 2 patakja. Birják h. Eszterházy, gr. Kálnoky, gr. Zichy senior, gr. Zichy Károly, gr. Révay kisasszony, b. Orczy, b. Kemény Simon, Petrovay Farkas, Skultety, Huszár József."
A trianoni békeszerződésig területe Nógrád vármegye Losonci járásához tartozott.

## Népessége
| Év:            | 1994. | 2004.   | 2014.   | 2024.   |
| -------------- | ----- | ------- | ------- | ------- |
| Emberek száma: | 137   | 144     | 141     | 140     |
| Eltérés:       |       | +5,10 % | -2,08 % | -0,70 % |

| Év:            | 2023. | 2024. |
| -------------- | ----- | ----- |
| Emberek száma: | 140   | 140   |
| Eltérés:       |       | +0 %  |

1910-ben 219, túlnyomórészt szlovák anyanyelvű lakosa volt.
2001-ben 151 lakosából 132 szlovák volt.
2011-ben 149 lakosából 141 szlovák volt.

## Nevezetességei

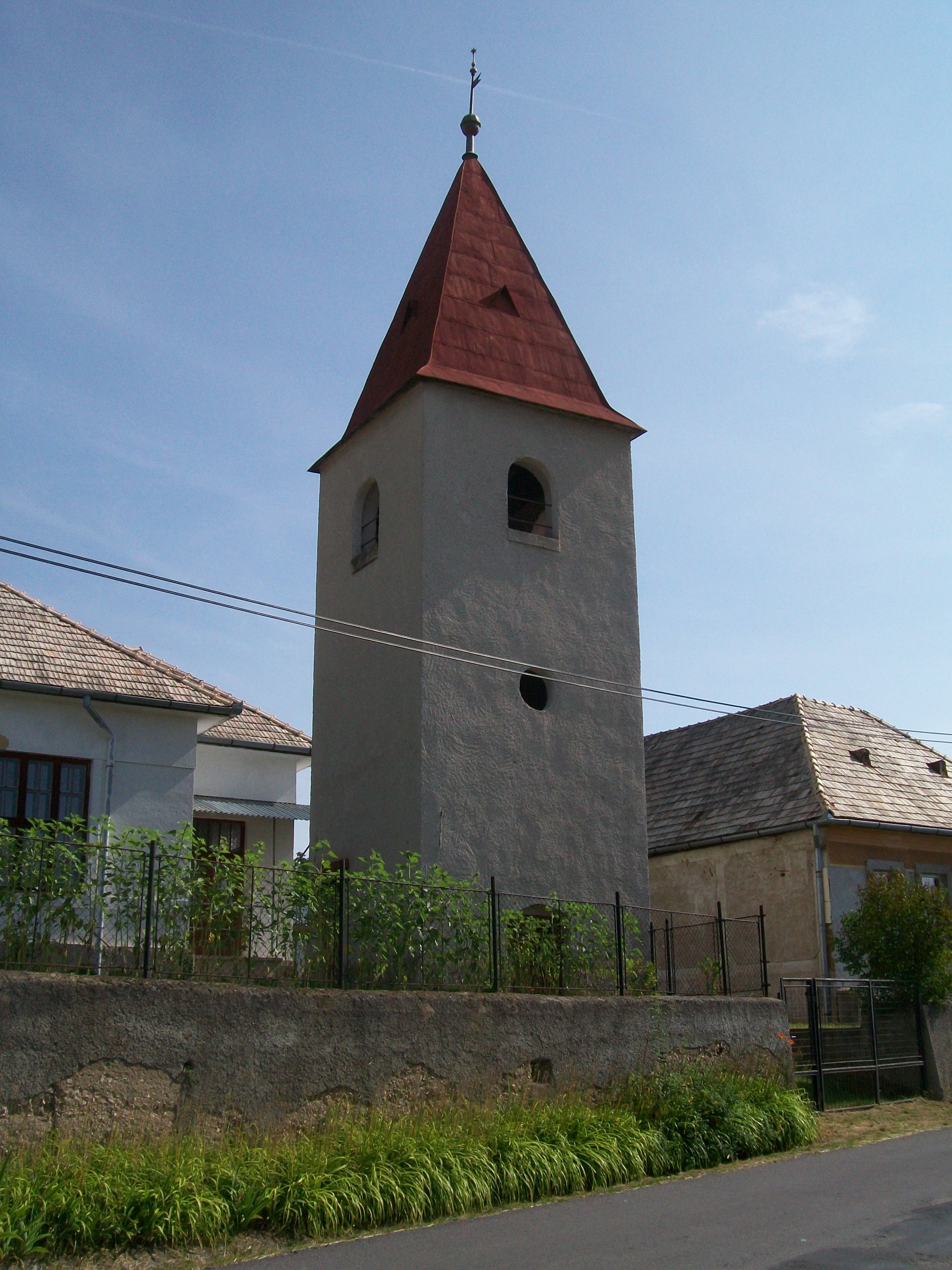
Harangtorony
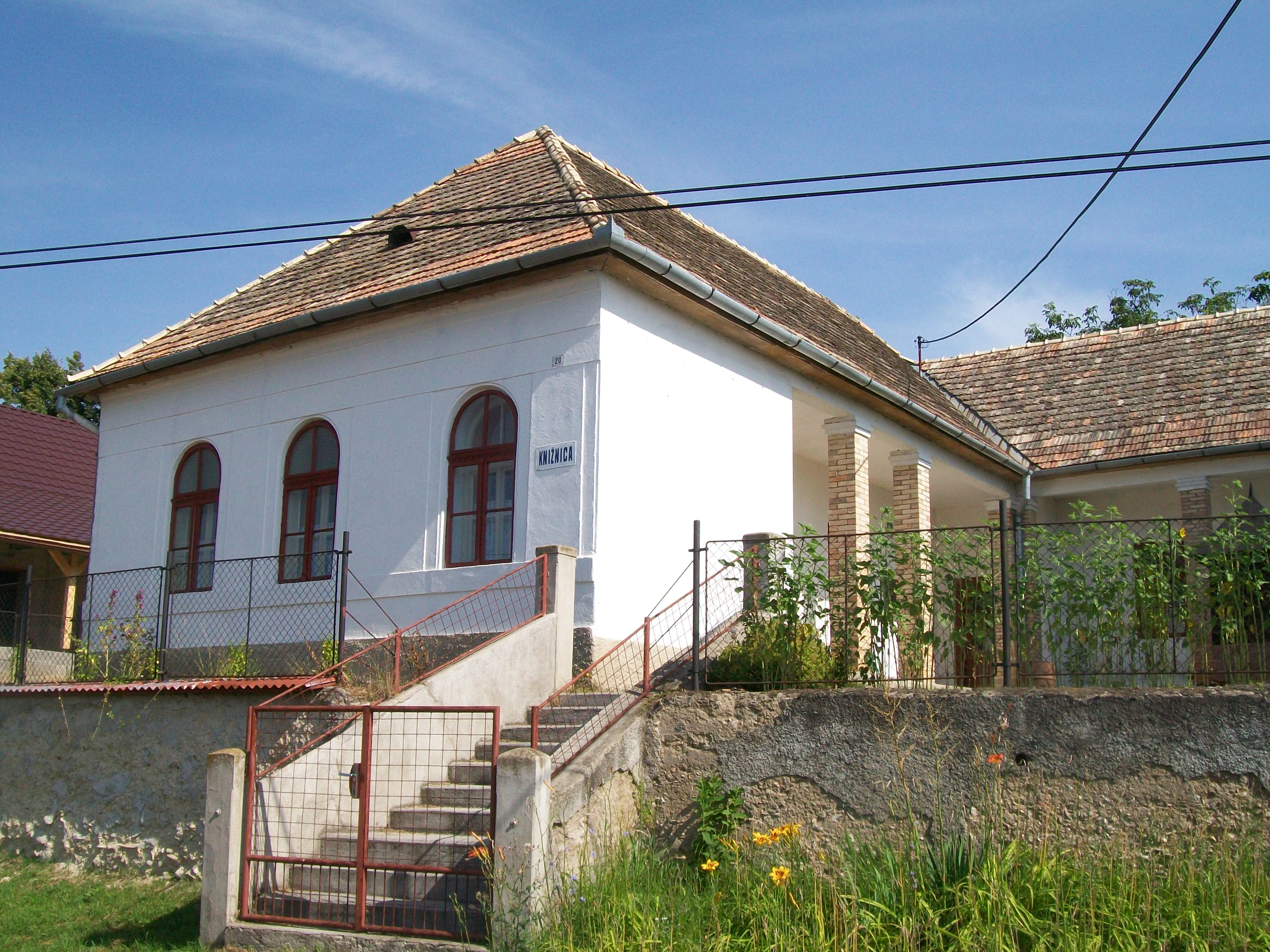

## Külső hivatkozások
- Községinfó
- Gergelyfalva Szlovákia térképén
- E-obce.sk